# West Bromwich Albion Football Club 2008-2009
Questa voce raccoglie le informazioni riguardanti il West Bromwich Albion Football Club nelle competizioni ufficiali della stagione 2008-2009.

## Rosa
| N. |                             | Ruolo | Calciatore        |
| -- | --------------------------- | ----- | ----------------- |
| 1  | Irlanda (bandiera)          | P     | Dean Kiely        |
| 19 | Inghilterra (bandiera)      | P     | Scott Carson      |
| 2  | Belgio (bandiera)           | D     | Carl Hoefkens     |
| 4  | Slovacchia (bandiera)       | D     | Marek Čech        |
| 18 | Capo Verde (bandiera)       | D     | Pelé              |
| 23 | Costa d'Avorio (bandiera)   | D     | Abdoulaye Méïté   |
| 26 | Svezia (bandiera)           | D     | Jonas Olsson      |
| 3  | Inghilterra (bandiera)      | D     | Paul Robinson     |
| 5  | Inghilterra (bandiera)      | D     | Leon Barnett      |
| 22 | Paesi Bassi (bandiera)      | D     | Gianni Zuiverloon |
| 24 | Curaçao (bandiera)          | D     | Shelton Martis    |
| 30 | Paesi Bassi (bandiera)      | D     | Ryan Donk         |
| 7  | Slovenia (bandiera)         | C     | Robert Koren      |
| 11 | Irlanda del Nord (bandiera) | C     | Chris Brunt       |
| 17 | Scozia (bandiera)           | C     | Graham Dorrans    |

| N. |                          | Ruolo | Calciatore            |
| -- | ------------------------ | ----- | --------------------- |
| 27 | Scozia (bandiera)        | C     | James Morrison        |
| 31 | RD del Congo (bandiera)  | C     | Youssuf Mulumbu       |
| 8  | Inghilterra (bandiera)   | C     | Jonathan Greening     |
| 14 | Corea del Sud (bandiera) | C     | Kim Do-Heon           |
| 20 | Portogallo (bandiera)    | C     | Filipe Teixeira       |
| 28 | Spagna (bandiera)        | C     | Borja Valero          |
| 9  | Rep. Ceca (bandiera)     | A     | Roman Bednář          |
| 15 | Paesi Bassi (bandiera)   | A     | Sherjill MacDonald    |
| 21 | Argentina (bandiera)     | A     | Juan Carlos Menseguez |
| 32 | Francia (bandiera)       | A     | Marc-Antoine Fortuné  |
| 12 | Scozia (bandiera)        | A     | Craig Beattie         |
| 10 | Inghilterra (bandiera)   | A     | Ishmael Miller        |
| 16 | Inghilterra (bandiera)   | A     | Luke Moore            |
| 29 | Inghilterra (bandiera)   | A     | Jay Simpson           |
| 39 | Nuova Zelanda (bandiera) | A     | Chris Wood            |